# Adriana Ángelesová
Adriana Ángelesová Lozadaová (* 19. ledna 1979 Pachuca de Soto) je bývalá mexická zápasnice – judistka.

## Sportovní kariéra
S judem začínala ve 11 letech v rodném Pachuca de Soto. V mexické ženské reprezentaci se pohybovala od roku 1998 v superlehké váze do 48 kg. V roce 2000 pro Mexiko nevybojovala účastnickou kvótu na olympijské hry v Sydney. Kanadský olympijský výbor však kvůli zranění nenominoval Carolyne Lepageovou a účastnická kvóta tak propadla ve prospěch Mexika. Mexický olympijský výbor jí vzápětí nominoval na olympijské hry jako první mexickou účastnici judistických soutěží. Do Sydney přijela výborně připravena. Po úvodní výhře na ippon nad Finkou Maarit Kalliovou technikou o-uči-gari, prohrála ve druhém kole těsně na koku se Španělkou Vanesou Arenasou. S reprezentací se rozloučila záhy v roce 2002 s ukončením studií na vysoké škole. Jejím manželem je mexický fotbalista César Saldívar.

## Výsledky
| Turnaj                  | 1998            | 1999            | 2000            | 2001            |
| Turnaj                  | 19              | 20              | 21              | 22              |
| Turnaj                  | superlehká váha | superlehká váha | superlehká váha | superlehká váha |
| ----------------------- | --------------- | --------------- | --------------- | --------------- |
| Olympijské hry          |                 |                 | úč.             |                 |
| Mistrovství světa       |                 | úč.             |                 | úč.             |
| Panamerické hry         |                 | 3.              |                 |                 |
| Panamerické mistrovství | —               | 5.              | 2.              | ?               |
| Středoamerické a k. hry | 2.              |                 |                 |                 |
| MS juniorů              | úč.             |                 |                 |                 |